# Geranium maderense
Geranium maderense là một loài thực vật có hoa trong họ Mỏ hạc. Loài này được Yeo mô tả khoa học lần đầu tiên vào năm 1969.

## Hình ảnh

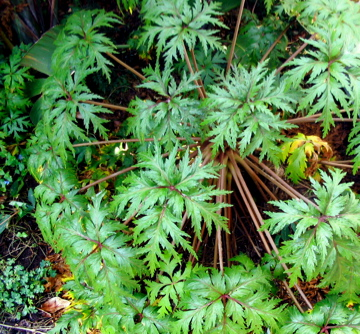
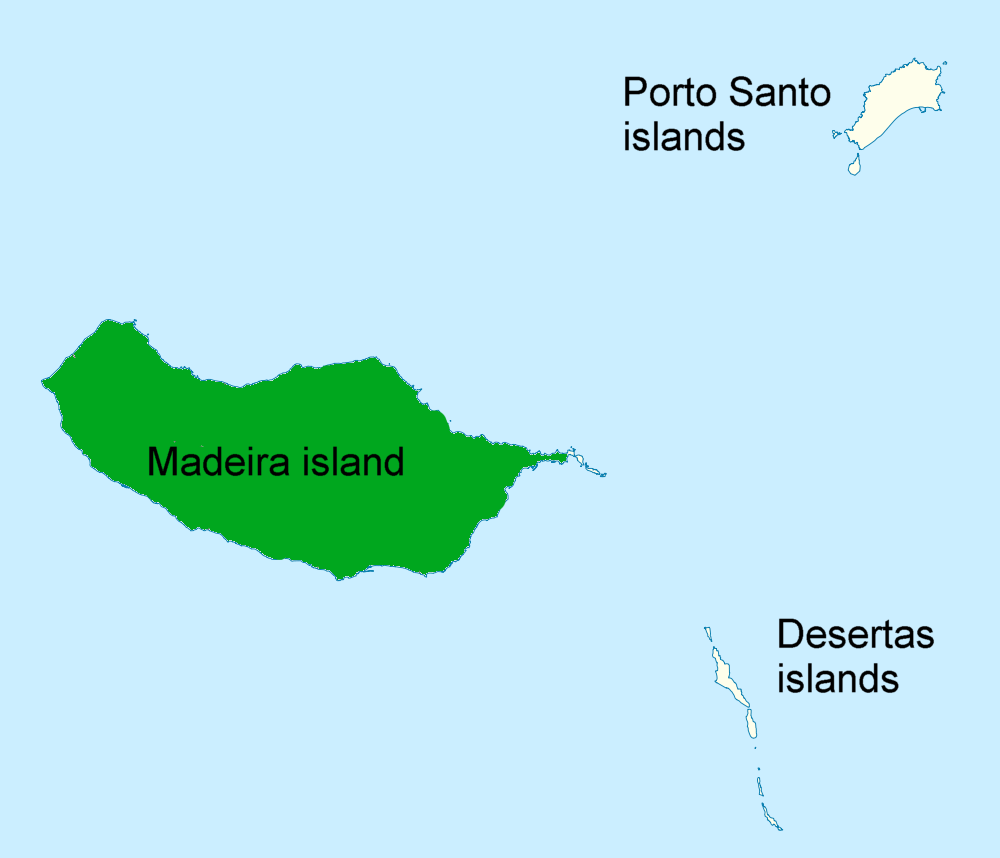
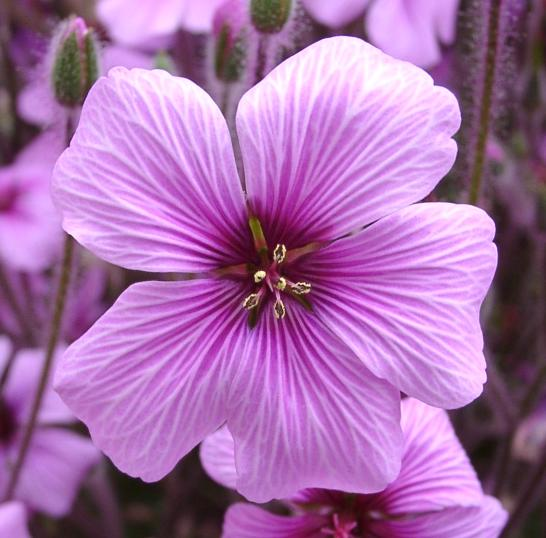
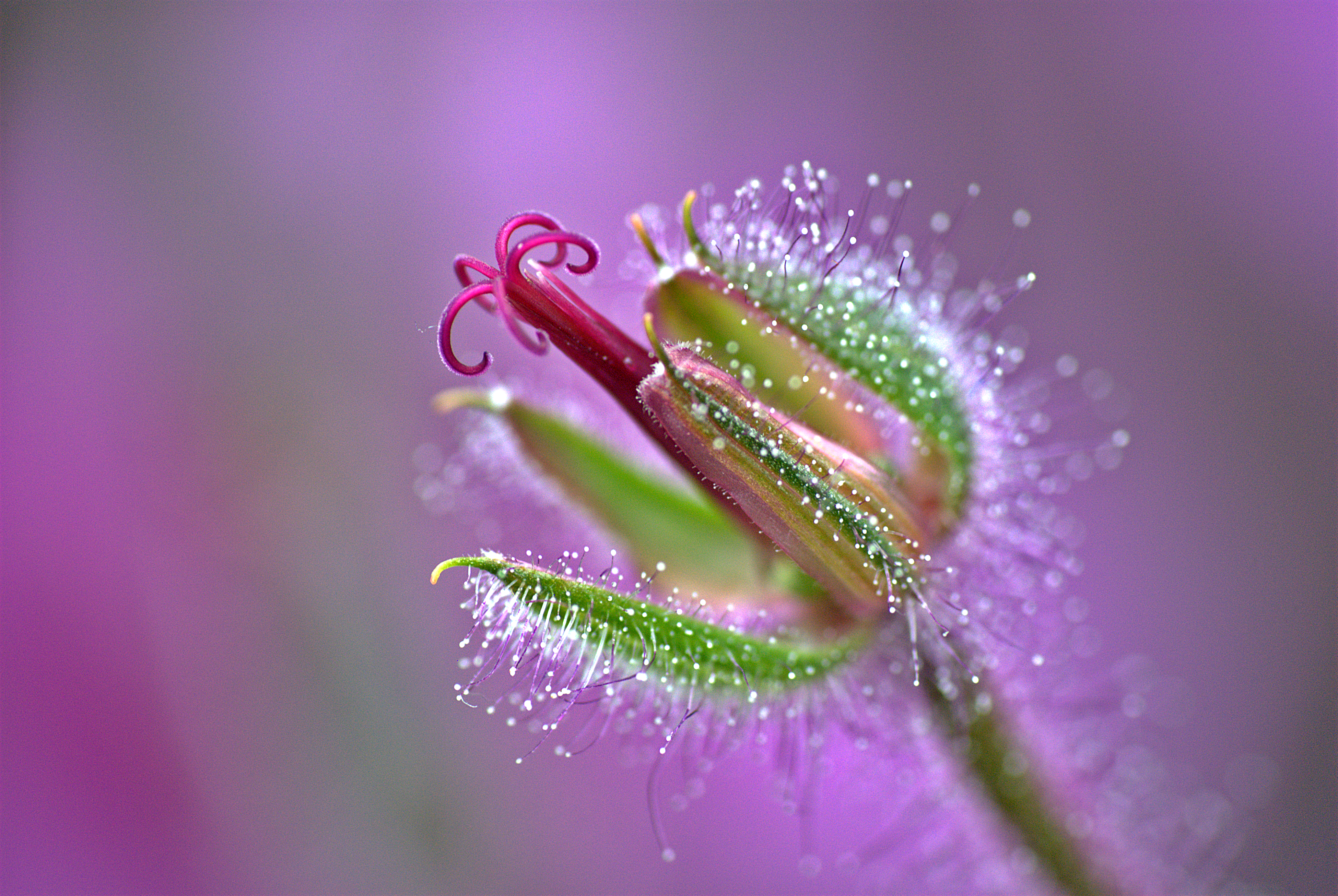